# Varanus sparnus
Varanus sparnus – gatunek gada z rodziny waranowatych (Varanidae), najmniejszy znany przedstawiciel tej rodziny. Został opisany w 2014 roku.
OpisSzyja krótka, pazury długie i mocne, ogon bocznie spłaszczony przy końcu cienki, biczowaty. Grzbiet najczęściej jasnobrązowy z ciemnobrązowymi małymi plamkami. Ogon także takiego samego koloru co grzbiet, lecz posiadający większe ciemnobrązowe plamki. Całe ciało mocno błyszczące. Młode są tak samo ubarwione jak dorosłe.
RozmiaryDługość do 23 cm
Masa ciała 16 g.

WystępowaniePółwysep Ziemia Dampiera (północno-zachodnia Australia).
ZachowanieSzybko biega, wspina się na drzewa.